# 関口晃一
関口 晃一（せきぐち こういち、1919年12月20日 - 2012年2月1日）は、日本の動物学者。

## 略歴
埼玉県北埼玉郡騎西町（現・加須市）出身。東京高等師範学校、1943年東京文理科大学理科卒。1945年同副手、1947年助手、1957年「遠心処理によつてつくられたクモ重複畸形」で東京教育大学理学博士。1962年東京教育大学助教授、1973年教授。移転で筑波大学教授、1983年定年退官、名誉教授、上武大学教授。1991年退職。1979年日本動物学会賞受賞。1988-1993年日本蜘蛛学会会長を務めた。カブトガニの研究で知られる。

## 著書
- 『クモの生活』同和春秋社 (観察と実験文庫)1952
- 『カブトガニの不思議 「生きている化石」は警告する』1991 岩波新書
- 『川と水田に囲まれた村 はるかなる心の自然』制作同人社 1997

### 共著編
- 『生物質問箱 身近な生物から遺伝子工学まで』岩波洋造、草薙昭雄共著 講談社(ブルーバックス) 1981
- 『カブトガニの生物学』編 サイエンスハウス 1984
- 『日本カブトガニの現況』編 日本カブトガニを守る会 1989